# Дзанникелли, Джованни Джероламо
Джованни (Джан) Джероламо Дзанникелли (итал. Gian Girolamo Zannichelli; апрель 1661, Спиламберто, Эмилия-Романья — 11 февраля 1729, Венеция) — итальянский учёный-натуралист, ботаник, химик, минералог, палеонтолог, коллекционер, фармаколог. Доктор медицины, хирургии и химии.

## Биография
Работал во всех отраслях естествознания, преимущественно же в области химии и ботаники.
Первоначальное образование получил в Модене. Затем отправился в Венецию, где с 1684 года изучал фармакологию. В фармацевтической школе Collegio degli Speziali с жаром отдался изучению естественных наук; когда в 1686 году собственная аптека дала ему возможность безбедного существования, он продолжал отдавать весь свой досуг и все средства любимому делу изучения природы.
В 1701 году опубликовал Promptuarium Remediorum Chymicorum, сборник из более чем 100 лекарств и препаратов из животных, растительных и минеральных компонентов.
Первые работы его были направлены на изучение химии в её отношении к фармакологии. В 1713 году появились его работы о железе, о методах приготовления лекарств, затем о сурьме и её соединениях. Интересовался палеонтологией и минералогией. Но наряду с этим его тянула к себе живая природа: он много коллекционировал, положил основание двум естественно-историческим музеям в Вероне и в Венеции.
С 1713 года начал путешествовать по Италии, и в это время окончательно сосредоточился на ботанике. Плодом этих путешествий явился ряд обширных флористических работ. Собрал многочисленные ископаемые раковины, растения и рыбу. Год спустя впервые выставил эти находки публично вместе с другими предметами из Португалии, Швейцарии, Греции, Савойи и других провинций Италии. В 1712 году провёл ещё одну выставку, посвященную кристаллам, камням и минералам, привезёным из Саксонии и других частей Германии, Богемии, Венгрии, Норвегии, с островов Корсика и Эльба, а также из Тироля и Италии.
Во время третьего из своих путешествий при первом восхождении на Монте-Кавалло, которое он совершил 3 июля 1726 года, упал и не смог восстановить здоровье, умер 11 февраля 1729 года.
После его смерти осталась крупная ботаническая работа «Istoria della Piante che nascono ne’lidi intorno a Venezia», которая была издана уже его сыном. Заслуги Д. Дзанникелли высоко ценились современниками. Герцог Пармский Франческо Фарнезе в 1702 году пожаловал ему диплом доктора медицины, хирургии и химии, Венецианская республика в 1725 году присвоила ему звание медико-физика, а ботаник Пьер Антонио Микели назвал в его честь одно водяное растение его именем — Дзанникеллия.
Систематик. Официальная ботаническая авторская аббревиатура — «Zannich.»

## Избранные труды
- Promptuarium remediorum chymicorum. 1701.
- De ferro ejusque nivis præparatione : dissertatio physico-chymica, in qua varia de ipso metallo explicantur. 1713.
- De Myriophyllo pelagico, aliaque marina plantula anonyma... 1714.
- Variorum fossilium apparatus, ex collectaneis I.H. Zannichelli... 1720.
- De lithographia duorum montium Veronensium, unius nempe vulgo dicti di Boniolo, et alterius di Zoppica... 1721.
- Ex naturae gazophylacio penes Joannem Hieronymum Zannichelli. 1726.
- De quodam insecto a quatili epistola illustrissimo Domino Carolo Nicolao Langio. 1727.
- De Rusco ejusque medicamentosa praeparatione... 1727.
- Opuscula botanica posthuma : Iter primum per Istriam et insulas adjacentes. Secundum Montis Caballi, ibique stirpium nascentium descriptio. Tertium stirpium in Monte Vettarum agri Feltrini sponte nascentium descriptio. Quartum plantarum Montis Summani agri Vicentini descriptio. Quintum per Montes Euganeos. J.J. filio in lucem edita... 1730.
- Istoria delle piante che nascono ne’lidi intorno a Venezia...1735